# Cantonul Nanteuil-le-Haudouin
Cantonul Nanteuil-le-Haudouin este un canton din arondismentul Senlis, departamentul Oise, regiunea Picardia, Franța.

## Comune
- Baron
- Boissy-Fresnoy
- Borest
- Chèvreville
- Ermenonville
- Ève
- Fontaine-Chaalis
- Fresnoy-le-Luat
- Lagny-le-Sec
- Montagny-Sainte-Félicité
- Montlognon
- Nanteuil-le-Haudouin (reședință)
- Ognes
- Péroy-les-Gombries
- Le Plessis-Belleville
- Rosières
- Silly-le-Long
- Versigny
- Ver-sur-Launette